# اباستین
اباستین (انگلیسی: Ebastine) یک آنتی هیستامین H1 با پتانسیل کم برای ایجاد خواب آلودگی است.
این دارو به مقدار چشمگیری به سد خونی مغزی نفوذ نمی‌کند و بنابراین بلوک مؤثری از گیرنده H1 در بافت محیطی را با بروز کم عوارض جانبی مرکزی ترکیب می‌کند، یعنی به ندرت باعث ایجاد آرامش یا خواب آلودگی می‌شود.

## کاربرد
اباستین یک آنتاگونیست گیرنده H1 نسل دوم است که عمدتاً برای رینیت آلرژیک و کهیر ایدیوپاتیک مزمن به کار می‌رود. اباستین به شکل قرص‌های ۱۰ و ۲۰ میلی‌گرمی و به‌عنوان قرص‌های حل شونده سریع و همچنین در شربت کودکان موجود است.